# Ottomont
Ottomont is een wijk van Andrimont, een deelgemeente van Dison in de Belgische provincie Luik.
Ottomont ligt ten zuidwesten van Andrimont op een hoogte van ongeveer 230 meter, en is vastgebouwd aan Hodimont. Het maakt deel uit van de agglomeratie van Verviers.

## Bezienswaardigheden
- Kasteel van Ottomont
- Sint-Theresia van het Kind Jezuskerk

## Nabijgelegen kernen
Hodimont, Andrimont, Dison